# Micronomicin
Micronomicin (INN) là một loại kháng sinh aminoglycoside để sử dụng trên mắt.